# Don Thompson (Bassist)

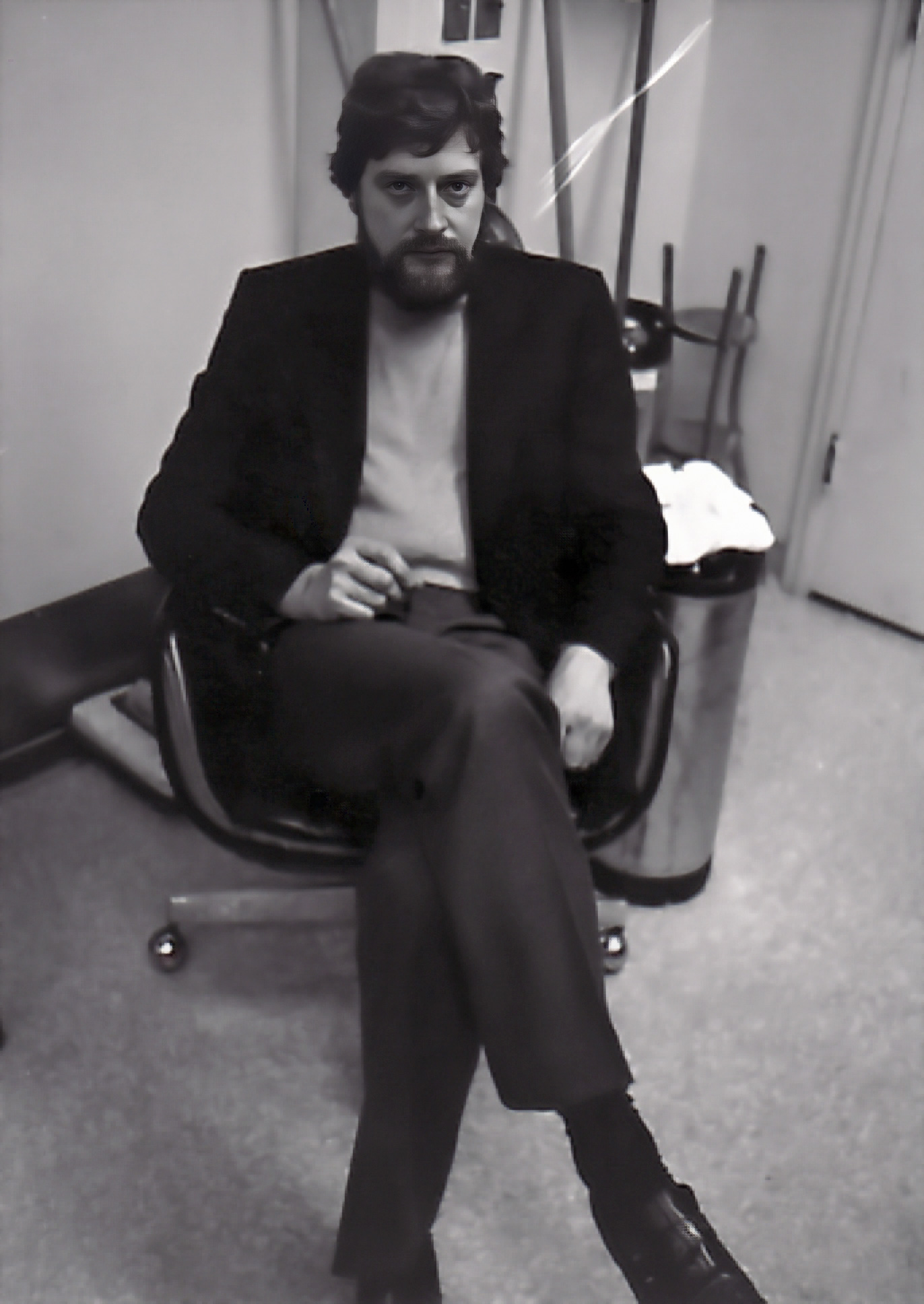
Don Thompson (1989)

Donald Winston „Don“ Thompson (* 18. Januar 1940 in Powell River (British Columbia)) ist ein kanadischer Jazzmusiker, Komponist und Arrangeur. Obgleich vor allem als Kontrabassist bekannt geworden, ist er auch auf dem Piano und dem Vibraphon als Musiker geschätzt; daneben spielt er auch Schlagzeug.

## Leben und Wirken
Thompson ist mit Ausnahme von Klavierunterricht ein Autodidakt. Er begann um 1960 als freischaffender Pianist, später vor allem Bassist in Vancouver zu arbeiten, u. a. mit Barney Kessel, Conte Candoli und Fraser MacPherson. 1965 wurde er dort von John Handy eingeladen, Mitglied in dessen Quintett zu werden und zog nach San Francisco. Dort trat er mit Handy u. a. auf dem Monterey Jazz Festival auf und spielte neben dem Mitschnitt dieses Konzertes noch ein weiteres Album ein. 1967 kehrte er nach Kanada zurück, wo er hauptsächlich in Toronto arbeitete. 1968 spielte er sein erstes Album ein, Love Song for a Virgo Lady (mit Gitarrist Sonny Greenwich, mit dem er auch in den nächsten Jahren zusammenarbeitete). 1974 gehörte er dem Trio von Jim Hall an; 1975/76 begleitete er Paul Desmond. Áb 1982 spielte er für fünf Jahre in der Band von George Shearing (auch als zweiter Pianist). In Toronto arbeitete Thompson außerdem mit Rob McConnell, Moe Koffman, Ed Bickert und Lenny Breau, außerdem mit verschiedenen amerikanischen Musikern wie Sarah Vaughan oder Don Friedman. Weitere Aufnahmen entstanden auch mit Jay McShann, Emily Remler und John Abercrombie. Auch war er zwischen 1992 und 1998 sowie 2002 als Kontrabass-Lehrer am Banff Center tätig, wo er 1982 mit Dave Holland und Kenny Wheeler das Jazzprogramm verantwortete und in den 1980er und 1990er Jahren auch als Lehrer für Jazzpiano wirkte.

## Preise und Auszeichnungen
Thompson erhielt 1979 und 1984 den Juno Award für das beste Jazzalbum. Das Magazin Jazz Report wählte ihn 1993, 1994, 1995 und 1997 zum Vibraphonisten des Jahres, 1994 auch zum Komponisten des Jahres. 2006 wurde er mit dem Lifetime Achievement Award von Art of Jazz ausgezeichnet. 2009 erhielt er den Order of Canada.

## Diskographische Hinweise
- John Handy – Live at Monterey (Atlantic 1965; mit Jerry Hahn, Michael White, Terry Clarke).
- Ed Bickert, Don Thompson, Doug Riley, Pat LaBarbera, Bernie Senensky – From Canada with Love (PM, 1976)
- George Shearing with Don Thompson – Live at the Cafe Carlyle (Concord Jazz, 1984)
- John Abercrombie, Don Thompson – Witchcraft (Justin Time Records, 1991)
- Jay McShann featuring Don Thompson – Tuxedo Junction (Sackville Recordings)
- Don Thompson Banff Jazz All Stars – Celebration (Jazz Focus Records, 1996)
- Phil Dwyer & Don Thompson Look in the Silver Lining (Triplet, 2013)

## Lexikalische Einträge
- Leonard Feather, Ira Gitler: The Biographical Encyclopedia of Jazz. Oxford University Press, New York 1999, ISBN 0-19-532000-X.